# Allianz Stadion

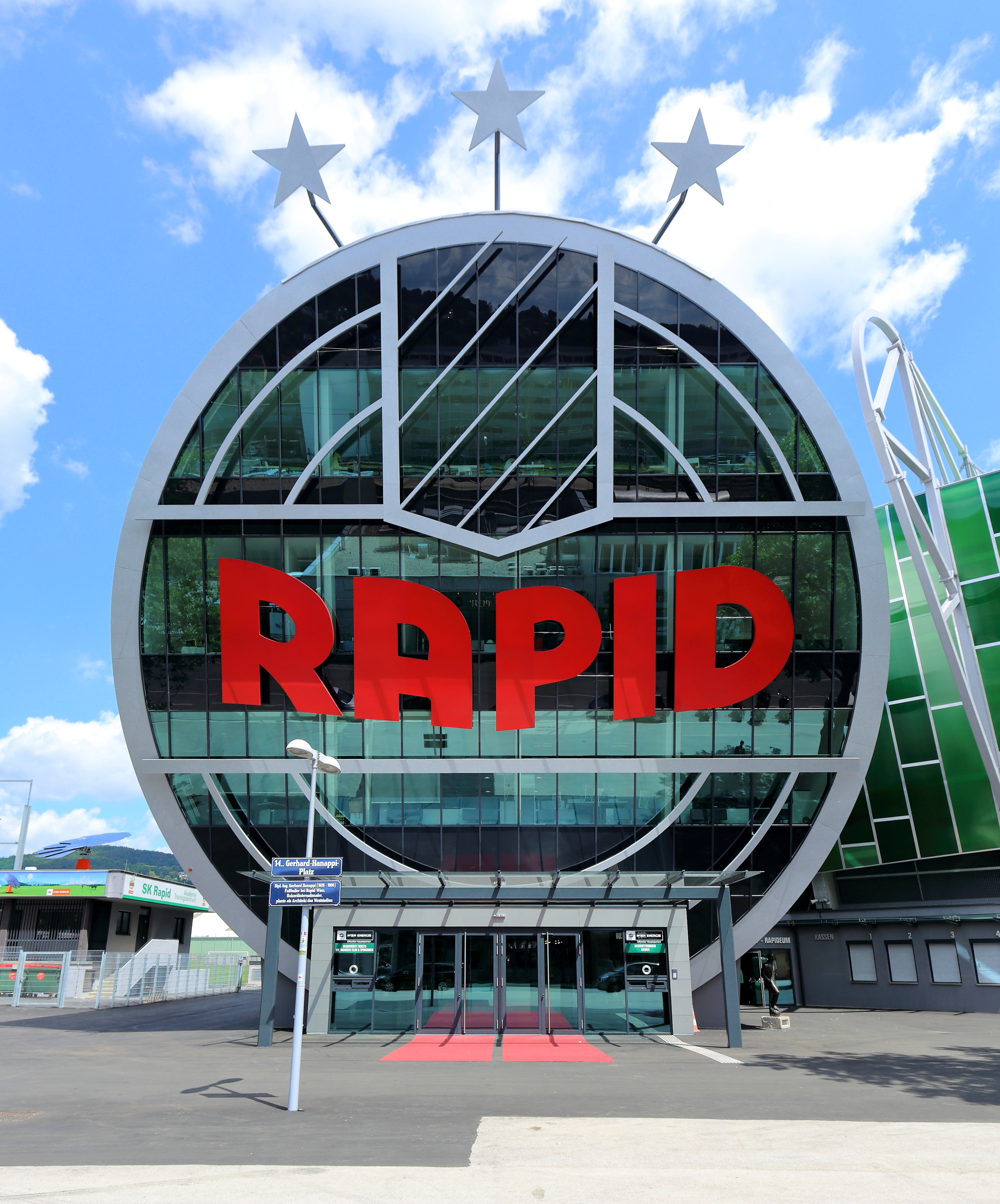
Rapid-Wappen mit rd. 20 Meter Durchmesser an der Stirnseite der sogenannten „Röhre“

Das Allianz Stadion, bei UEFA-Wettbewerben und im Sprachgebrauch oft Weststadion genannt, ist ein Fußballstadion in Hütteldorf, einem Teil des 14. Gemeindebezirks Penzing der österreichischen Hauptstadt Wien. Es wurde auf dem Gelände des Gerhard-Hanappi-Stadions als neue Heimstätte des SK Rapid Wien errichtet. Der Bau der Spielstätte begann am 1. Dezember 2014. Am 16. Juli 2016 wurde das Stadion offiziell eröffnet und wird seit der Saison 2016/17 genutzt.

## Beschreibung
Das Allianz-Stadion bietet Platz für 24.288 Zuschauer, dazu gehören 2.470 Business-Sitze und 41 Logen für V.I.P.-Gäste sowie 50 Plätze für rollstuhlfahrende Besucher plus Begleitung. Bei nationalen Spielen kann das Stadion mittels Stehplätzen auf ein Fassungsvermögen von 28.345 Zusehern erweitert werden. Die Konzeptentwicklung von der Baukörperstudie bis hin zur Erstellung der Ausschreibungsunterlagen wurde vom SK Rapid Wien in Zusammenarbeit mit dem Institut für Sportstättenberatung (IFS GmbH) und Peter Fleissner durchgeführt. Die neue Heimat des SK Rapid trägt den Namen der Versicherungsgesellschaft Allianz Österreich. Die Kooperation begann offiziell am 1. Juli 2014 und soll zunächst bis Ende der Saison 2025/26 laufen. Markantestes Element des Neubaus ist das röhrenförmige Hauptgebäude hinter der Haupttribüne. Das Stadion der UEFA-Stadionkategorie 4 ist in Rapids Vereinsfarben Grün und Weiß gehalten.

## Geschichte
Siehe auch: Geschichte des Hanappi-Stadion
Der Entwurf für das Projekt „Alte Heimat – neues Zuhause“ kam vom Architekturbüro ARC – Architektur Concept. Am 6. Juli 2014 gab es ein Abschiedsspiel für das Hanappi-Stadion, das Spiel gegen Celtic Glasgow endete 1:1. Danach trug Rapid seine Spiele bis zur Fertigstellung des neuen Stadions im Ernst-Happel-Stadion aus.
Die Gesamtkosten für den von dem Totalunternehmer STRABAG durchgeführten Neubau wurden bei 53 Millionen Euro veranschlagt, wovon fast 20 Millionen Euro von der Stadt Wien kamen. Der restliche Betrag wurde zum Teil von der Allianz Gruppe aufgebracht und zum Teil vom SK Rapid über eine langfristige Kreditfinanzierung finanziert.
Das Stadion wurde im Vergleich zum Gerhard-Hanappi-Stadion um 90° gedreht, außerdem wurde zu Ehren des ehemaligen Rapid-Spielers und späteren Architekten Gerhard Hanappi der Vorplatz der neuen Spielstätte umbenannt. Dadurch lautet die neue Vereinsadresse von Rapid Wien Gerhard-Hanappi-Platz 1.
Als Erinnerung an das alte und beliebte Stadion blieb einer der vier Flutlichtmasten des Hanappi-Stadions stehen, der jedoch nicht mehr als Lichtquelle fungiert, da das neue LED-Flutlicht in das Stadiondach integriert wurde.
Anfang November 2014 nahm das Stadionprojekt die letzte behördliche Hürde. Der Bauausschuss des Gemeindebezirks Penzing votierte am 5. November in der Mehrheit für den Stadionbau. Am 25. November 2014 wurde die rechtskräftige Baubewilligung zugestellt, somit konnte mit der Errichtung der neuen Heimat des SK Rapid begonnen werden. Bis auf einen kleinen Teil der Südtribüne, mit einer für die Bauarbeiten wichtigen Transformatorenstation, wurde der Abriss des Hanappi im Jänner 2015 zu 99 Prozent abgeschlossen.
Nach einer Winterpause wurden Mitte Jänner 2015 die Fundamentarbeiten gestartet. In der Zeit gab der SK Rapid den offiziellen Termin für den ersten Spatenstich mit dem 12. Februar 2015 an. Anfang Februar wurde der letzte übriggebliebene Teil der Südtribüne abgerissen.

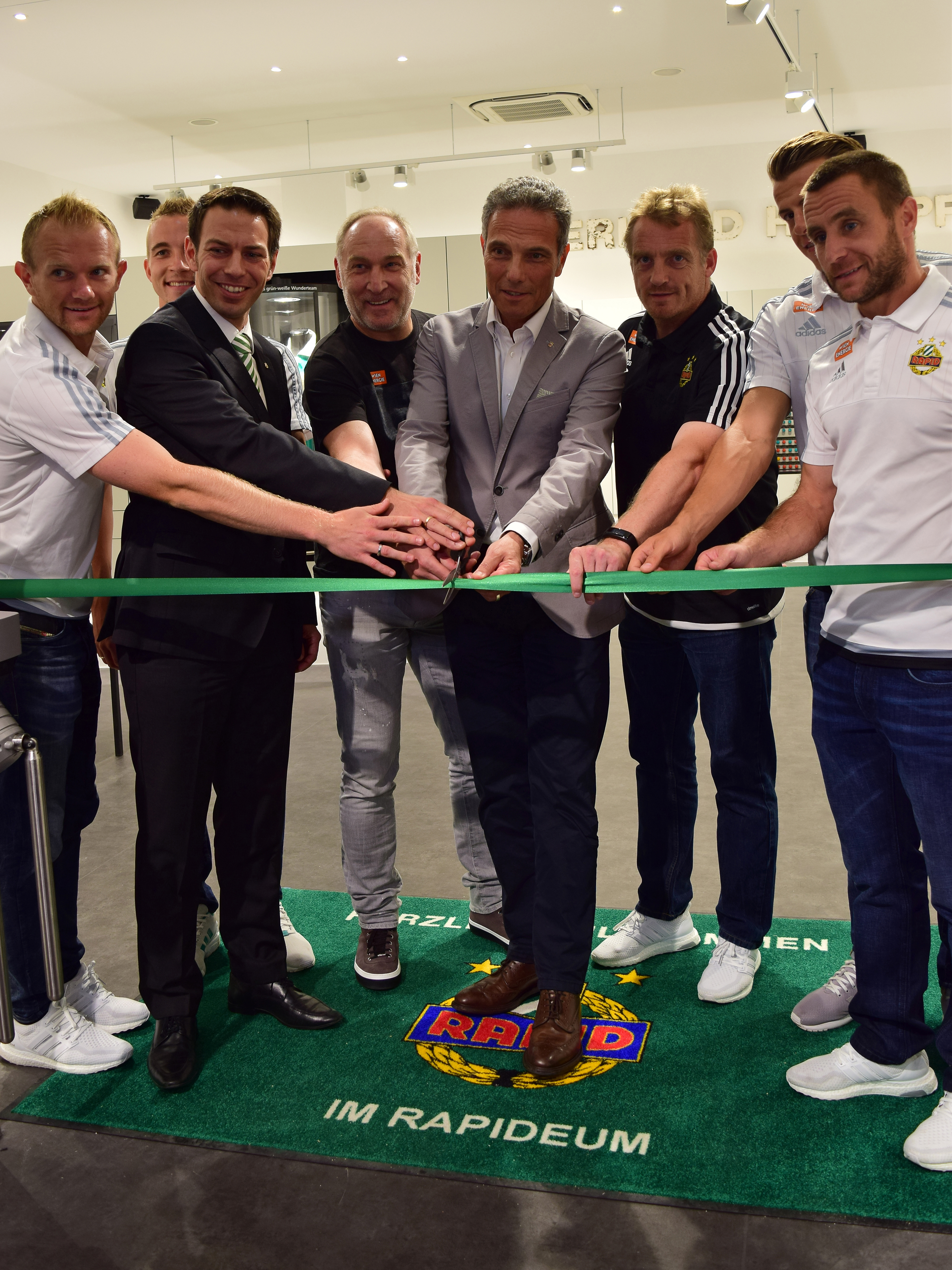
Eröffnung des neuen Rapideums am 14. Juli 2016

Der österreichische Bundespräsident Heinz Fischer, Vizebürgermeisterin Renate Brauner (SPÖ) und Sportstadtrat Christian Oxonitsch (SPÖ) führten, wie geplant, am 12. Februar den symbolischen Spatenstich in Anwesenheit von rund 200 geladenen Gästen, darunter Mannschaft und Präsidium des SK Rapid, aus, was den offiziellen Baubeginn darstellte.
Im Sommer 2015 wurden die Tribünen größtenteils fertiggestellt und danach mit dem Bau des Dachs begonnen.
Anfang Juli 2016 übergab das Bauunternehmen STRABAG nach 17 Monaten Bauzeit das Stadion an den SK Rapid.
Der Verein bot seinen Mitgliedern die Möglichkeit, das Stadion vor der offiziellen Eröffnung am 9. Juli 2016 erstmals zu besichtigen. Rund 6.500 Mitglieder folgten der Einladung. Im Rahmen der Veranstaltung spielten in einem „Legenden-Duell“ ehemalige Spieler des SK Rapid gegen eine Mannschaft, die aus ehemaligen Spielern des First Vienna FC 1894 und des Wiener Sportklub bestand. Die Partie endete 8:2. Das erste Tor im Allianz-Stadion erzielte Andreas Herzog.
Am 13. Juli 2016 wurde der neue Fan-Shop eröffnet, der sich neben der „Röhre“ mit dem Rapid-Schriftzug befindet. Am Tag darauf folgten die Benennung des Gerhard-Hanappi-Platzes und die Eröffnung des neuen Rapideums, des Rapid-Museums, welches sich innerhalb der Röhre befindet und die Vereinsgeschichte anhand von derzeit rund 1.000 Objekten zeigt.
Das Eröffnungsspiel wurde am 16. Juli 2016 vom SK Rapid Wien und dem englischen Club FC Chelsea bestritten. Der Gastgeber schlug Chelsea mit 2:0 vor 28.000 Fans. Im ersten Pflichtspiel empfing der SK Rapid am 23. Juli die SV Ried am 1. Spieltag der Österreichischen Fußballmeisterschaft 2016/17. Das Spiel endete mit einem 5:0-Heimsieg für den österreichischen Rekordmeister. Christoph Schößwendter erzielte dabei das erste Pflichtspiel-Tor im Allianz Stadion.
Die erste Pflichtspielniederlage im neuen Stadion musste der SK Rapid am 25. August 2016 im Play-off-Rückspiel der UEFA Europa League 2016/17 gegen den AS Trenčín hinnehmen. Rapid verlor vor 21.200 Zuschauern die Partie mit 0:2, das Hinspiel hatte der SK Rapid aber mit 4:0 gewonnen und zog in die Gruppenphase ein.
Im Sommer 2018 mussten mehr als 7.200 Quadratmeter Rasen wegen Pilzbefalls getauscht und einiges an Erdreich abgetragen werden, die Kosten betrugen rund 100.000 Euro.
Am 7. Juni 2020 schlug Rapid den SK Sturm Graz vor leeren Zuschauerrängen mit 4:0. Das Duell mit den Grazern war das erste Bundesliga-Heimspiel der Hütteldorfer, das im Zuge der COVID-19-Pandemie als Geisterspiel ausgetragen wurde.

## Weststadion-Kampagne
Nachdem im Frühjahr 2014 bekannt wurde, dass der SK Rapid ein neues Stadion in Wien-Hütteldorf bauen will, waren die Rapid-Fans sehr gespannt. Der Verein hatte auch einige Wünsche der Fans erfüllt, indem man den Vorplatz des Stadions in Gerhard-Hanappi-Platz, in Anlehnung an das alte Stadion, umbenannte. Ebenfalls wurden Wünsche der Fans beim Aussehen des neuen Block West berücksichtigt.
Jedoch gab es auch einige Punkte, die den Fans des SK Rapid nicht gefallen haben. Primär der Stadionname, der den Namen des Versicherungssponsors Allianz trägt. Negativ fiel auch der vergleichsweise überdimensionale V.I.P.-Sektor auf. Gestiegene Ticketpreise sowie der Ausbau von Überwachungskameras werden ebenfalls kritisch beurteilt. Einen „Identitätsverlust“ sehen die Fans darin, dass es denselben oder einen ähnlichen Stadionnamen schon mehrmals auf der Welt gibt.
Die aktive Fanszene des SK Rapid Wien hat dazu aufgerufen, die neue Heimat Weststadion zu nennen und hat die Weststadion-Kampagne ins Leben gerufen. Das erklärte Ziel ist, dass der SK Rapid ab dem Ablauf der Frist für das Namensrecht im Jahr 2026 offiziell im Weststadion spielt und der Name des Stadions nicht mehr verkauft wird. Dieses Ziel wurde nicht erreicht, 2024 wurde der Vertrag mit der Allianz bis 2034 verlängert.